# 雙重多數制
雙重多數制是一种投票或表決制度，是指參選人或提案必須同時得到两个标准下的多数票才能算作勝選或通過。

## 欧洲联盟
在欧盟，《里斯本条约》实施后開始採用双重多数制。欧盟委员会的提案的通過必須符合兩個條件，一個是必須要歐盟55%的成员国同意，另一個是那55%的國家人口必須佔到歐盟總人口的65%。  